# Český institut pro akreditaci
Český institut pro akreditaci (CAI) (tschechisch Tschechisches Institut für Akkreditierung) ist die tschechische Akkreditierungsstelle. Sie wurde am 1. Januar 1993 gegründet. Ihren Sitz hat sie in Prag und hat die Rechtsform eines obecně prospěšná společnost. Sie erfüllt die Aufgabe einer nationalen Konformitätsbewertungsstelle und akkreditiert Labore, Zertifizierungs- und Akkreditierungsstellen.

## Geschichte
Am 1. Februar 1991 wurde im tschechischen Amt für Normung und Messung eine Akkreditierungsabteilung eingerichtet. Am 21. Dezember 1992 wurde eine Gründungsurkunde für eine nichtstaatliche Einheit ausgestellt, die die Akkreditierung übernehmen soll, diese nahm am 1. Januar 1993 die Arbeit auf. 1996 wurde die CAI in die ILAC (International Laboratory Accreditation Cooperation) aufgenommen. Durch das Gesetz 22/1997 ist die CAI seit 1. September 1997 keine staatliche Verwaltungsbehörde mehr. Das Ministerium für Industrie und Handel hat das CAI ermächtigt Akkreditierungen durchzuführen. 2000 wurde das Übereinkommen über die gegenseitige Anerkennung von Akkreditierungsergebnissen (ILAC MRA) unterzeichnet.
Im Zuge der europäischen Verordnung (EG) Nr. 765/2008 (Artikel 4 Absatz 1) mussten alle EU-Mitgliedstaaten ab 1. Januar 2010 eine einzige nationale Akkreditierungsstelle benennen. Diese ist für Tschechien die CAI.